# Bausele
Bausele es un fabricante australiano de relojes de pulsera. Fue fundada en Sídney por Christophe Hoppe en el año en 2011.

## Historia
Bausele fue la primera y única empresa de relojes australiana invitada al Baselworld.
Ha colaborado con la Ópera de Sídney, con la empresa aeronáutica Fokker y con la Real Fuerza Aérea Australiana. La firma también es proveedora de las Fuerzas Especiales y del Servicio de Inteligencia australianos.